# Elfin MR5
L'Elfin MR5 est une monoplace australienne de Formule 5000 produite entre 1971 et 1972 par Elfin Sports Cars. En 1973, John McCormack amena la MR5 à la victoire en remportant le Championnat australien des pilotes ainsi que les éditions 1973 et 1974 du Grand Prix de Nouvelle-Zélande et l'édition 1974 du Lady Wigram Trophy.